# Чеук Мингхо
Чеук Мингхо (кин: 卓銘浩, романизовано Cheuk Ming Ho; Хонгконг, 18. мај 2002) хонкошки је пливач чија ужа специјалност су трке слободним стилом на дужим дистанцама. Вишеструки је национални рекордер у тркама у великим и малим базенима.

## Спортска каријера
Чеук је почео да тренира пливање веома рано, током школовања у основној школи, а са такмичењима на националном нивоу је започео као четрнаестогодишњак. Међународну пливачку каријеру је започео наступајући на митинзима светског купа у малим базенима, а прво велико сениорско такмичење на коме је наступио, биле су Азијске игре 2018. у Џакарти, где је пливао у финалним тркама на 800 и 1.500 метара слободним стилом. У децембру исте године по први пут је наступио на Светском првенству у малим базенима, које је тада одржано у кинеском Хангџоуу.
На светским првенствима у великим базенима је дебитовао у корејском Квангџуу 2019, где се такмичио у чак пет дисициплина. Чеук је у Кореји пливао у квалификацијама све четири неспринтерске трке слободним стилом — на 200 метара је био 49, трку на 400 метара је завршио на 30, 32. је био у трци на 800 метара, док је најдужу деоницу од 1.500 метара у квалификацијама завршио као 33. пливач света. Био је део националне штафете на 4×100 слободно, која је квалификације окончала на 24. месту.